# Модульований ініціатор нейтронів
Модульований ініціатор нейтронів — джерело нейтронів, здатне створювати спалах нейтронів після активації. Важлива частина деяких видів ядерної зброї, оскільки її роль полягає в тому, щоб «запустити» ланцюгову реакцію в оптимальний момент, коли конфігурація швидко стає критичною. Даний процес також відомий як внутрішній ініціатор нейтронів. Ініціатор зазвичай розміщується в центрі плутонієвої ями і активується ударом збіжної ударної хвилі.
Одним із ключових елементів належної роботи ядерної зброї є своєчасна ініціація ланцюгової реакції поділу. Щоб отримати значний ядерний вихід, достатня кількість нейтронів повинна бути присутня в надкритичному ядрі в потрібний час. Якщо ланцюгова реакція розпочнеться надто рано («попередня детонація»), результатом буде лише «розривний вихід», значно нижчий від проектних специфікацій. Якщо це станеться занадто пізно, ядро почне розширюватися і розпадатися на менш щільний стан, що призведе до зниження виходу (менша частина матеріалу ядра піддається розщепленню) або повної відсутності (ядро більше не має критичної маси). Тому низька спонтанна емісія нейтронів матеріалу котловану має вирішальне значення.
Для прискоренної зброї ділення розмір центрально розташованого ініціатора є критичним і має бути якомога меншим. Використання зовнішнього джерела нейтронів забезпечує більшу гнучкість, наприклад, змінні виходи.

## Конструкція
Звичайна конструкція базується на комбінації берилію-9 і полонію-210, розділених до активації, а потім поставлених у тісний контакт ударною хвилею. Полоній-208 і актиній-227 також розглядалися як альфа-джерела. Використовуваний ізотоп повинен мати сильне альфа-випромінювання та слабке гамма-випромінювання, оскільки гамма-фотони також можуть вибивати нейтрони, і вони не можуть бути настільки ефективно екрановані, як альфа-частинки. Було розроблено декілька варіантів, що відрізняються розмірами та механічною конфігурацією системи, що забезпечує правильне змішування металів.

### Їжак
Їжак — це кодова назва внутрішнього нейтронного ініціатора, пристрою, що генерує нейтрони, який запускав ядерну детонацію перших плутонієвих атомних бомб, таких як Гаджет і Товстун, після того, як критична маса була «зібрана» силою звичайної вибухівки.
Ініціатор, який використовувався в ранніх пристроях, розташований у центрі плутонієвої ями бомби, складався з берилію та берилієвої оболонки з полонієм між ними. Гранула 0,8 см в діаметрі, було покрито нікелем, а потім шаром позолоти. Берилієвий снаряд складався з 2 см зовнішній діаметр при товщині стінки 0,6 см. Внутрішня поверхня цієї раковини мала 15 концентричних клиноподібних широтних борозен і була, як і внутрішня сфера, покрита позолотою і нікелем. Невелика кількість полонію-210 (50 кюрі, 11 мг) осідала в пазах оболонки та на центральній сфері: шари позолоти та нікелю служили для захисту берилію від альфа-частинок, що випускаються полонієм. Весь їжак важив близько 7 грамів і кріпився до монтажних кронштейнів у 2,5 см діаметрі внутрішньої порожнини ями.
Коли приходить ударна хвиля від імплозії плутонієвого ядра, вона руйнує ініціатор. Гідродинамічні сили, що діють на рифлену оболонку, ретельно і практично миттєво змішують берилій і полоній, дозволяючи альфа-частинкам полонію стикатися з атомами берилію. Реагуючи на бомбардування альфа-частинками, атоми берилію випромінюють нейтрони зі швидкістю приблизно 1 нейтрон кожні 5–10 наносекунд (Див. Берилій#Ядерні властивості). Ці нейтрони запускають ланцюгову реакцію в стисненому надкритичному плутонії. Розміщення шару полонію між двома великими масивами берилію забезпечує контакт металів, навіть якщо турбулентність ударної хвилі працює погано.
50 кюрі полонію виділяє близько 0,1 Вт тепла розпаду, помітно нагріваючи маленьку сферу. 
Канавки на внутрішній поверхні оболонки формували ударну хвилю в струмені за допомогою ефекту Манро, подібного до кумулятивного заряду, для швидкого та ретельного змішування берилію та полонію. Оскільки ефект Манро менш надійний у лінійній геометрії, пізніші проекти використовували сферу з конічними або пірамідальними внутрішніми поглибленнями замість лінійних канавок. Деякі конструкції ініціаторів пропускають центральну сферу, замість цього вони є порожнистими. Перевагою порожнистої конструкції є, можливо, менший розмір при збереженні надійності.

### Абнер
Інший ініціатор (під кодовою назвою ABNER) використовувався для уранової бомби Малюк. Його конструкція була простішою і містила менше полонію. Він активувався при попаданні уранового снаряда в ціль. Був доданий до конструкції пізніше і не був суттєвим для функціонування зброї.

### Ініціатор ТОМ
Удосконалена конструкція ініціатора, ймовірно заснована на конічних або пірамідальних вдавленнях, була запропонована в 1948 році, запущена у виробництво в Лос-Аламосі в січні 1950 року і випробувана в травні 1951 року. У конструкції TOM використовувалося менше полонію, оскільки кількість нейтронів на міліграм полонію була вищою, ніж у Urchin. Його зовнішній діаметр був лише 1 см. Перші бойові випробування ініціатора TOM відбулися 28 січня 1951 року під час пострілу Бейкер-1 під час операції «Рейнджер» .  Серію калібрувальних експериментів щодо часу ініціювання в порівнянні з даними виходу ініціаторів TOM було проведено під час операції Snapper під час випробування Fox 25 травня 1952 року.

### Квітка
У 1974 році Індія провела ядерне випробування «Усміхнений Будда». Ініціатор під кодовою назвою «Квітка» базувався на тому ж принципі, що й Їжак. Вважається, що полоній був нанесений на платинову сітку у формі лотоса, щоб максимально збільшити його поверхню, і поміщений у танталову сферу, оточену урановою оболонкою з вбудованими гранулами берилію. Згідно з іншими джерелами, конструкція була ще більше схожа на Їжак, з берилієвим корпусом, який створював струмені берилію під час імплозії. Зовнішній діаметр ініціатора вказано як 1,5 см, або «близько 2 см».